# Буалев, Рене
Рене Буалев (настоящие имя и фамилия — Рене Мари Огюст Тардиво) (фр. René Boylesve; 14 апреля 1867, Декарт (Эндр и Луара) — 14 января 1926, Париж) — французский писатель и литературный критик, стилист, член Французской академии.

## Биография
Рано осиротел. Обучался в парижской школе политических наук и школе Лувра.
В 1895 году начал публиковать статьи в различных журналах. Считается последователем Оноре де Бальзака и предшественником Пруста. В 1919 году стал членом Французской академии.
В своих произведениях изображал нравы провинциальной мелкой буржуазии. В своих реалистических романах примыкал к Анри де Ренье.
Самый известный роман «Урок любви в парке» (La Leçon d’amour dans un parc, 1902) — фривольная фантазия на тему галантного XVIII века, колоритный рассказ о любовных приключениях, в котором вольности сюжета и текста скрадываются благодаря изяществу повествования и элегантности фантазии автора.
Умер от рака. Похоронен на кладбище Пасси.

## Избранные произведения
- Le Médecin des Dames de Néans (1896),
- Le Parfum des Îles Borromées (1898)
- Mademoiselle Cloque (1899),
- La Becquée (1901),
- La Leçon d’amour dans un parc (1902),
- L’Enfant à la balustrade (1903),
- Le Meilleur ami (1909),
- La Jeune Fille Bien élevée (1909),
- Madeleine jeune femme (1912),
- Élise (1921),
- Nouvelles leçons d’amour dans un parc (1924),
- Souvenirs du jardin détruit (1924).